# Albert Dailey
Albert Preston Dailey (16 de junio de 1939 – 26 de junio de 1984) fue un pianista de jazz estadounidense.

## Biografía
Dailey nació en Baltimore, Maryland, fruto del matrimonio de Albert Preston Dailey Sr. y Gertrude Johnson Dailey. Comenzó a estudiar piano siendo muy joven y sus primeras actuaciones como profesional fueron con la banda oficial del Baltimore Royal Theater a comienzos de la década de 1950. Su formación académica la completó en la Universidad Estatal Morgan y en el Instituto Peabody.
Formó parte de la banda de acompañamiento de la cantante Damita Jo DuBlanc entre 1960 y 1963, tras lo cual formó su propio trío, con el que actuaron en el club Bohemian Caverns en Washington D. C. En 1964 se trasladó a Nueva York, donde trabajó junto a Dexter Gordon, Roy Haynes, Sarah Vaughan, Charles Mingus y Freddie Hubbard. En 1967 tocó con Woody Herman en el Festival de Jazz de Monterey y de forma intermitente, entre 1968 y 1969, con los Jazz Messengers de Art Blakey.
Durante la década de 1970, Dailey colaboró asiduamente con Stan Getz, así como con Sonny Rollins, Elvin Jones y Archie Shepp. Durante los 80, realizó conciertos en el Carnegie Hall como miembro de la Upper Manhattan Jazz Society junto a Charlie Rouse, Benny Bailey y Buster Williams.
Falleció en Denver a consecuencia de una Neumonía el 26, de junio de 1984 a los 46 años de edad.

## Discografía

### Como líder
- The Day After the Dawn (Columbia Records, 1973)
- Renaissance (Catalyst, 1977)
- That Old Feeling (SteepleChase, 1978) Trío con Buster Williams (bajo) y Billy Hart (batería)
- Textures (Muse Records, 1981) con Arthur Rhames (saxo), Rufus Reid (bajo), Eddie Gladden (batería)
- Poetry (Blue Note, 1983)

### Como colaborador
Con Ray Alexander
- Cloud Patterns (Nerus Records, 1983) - live at Eddie Condon's

Con Gary Bartz
- Libra (Milestone, 1968)

Con Art Blakey
- Backgammon (Roulette, 1976)

Con Junior Cook
- Good Cookin' (Muse, 1979)

Con Larry Coryell
- Comin' Home (Muse, 1984)

Con Eddie "Lockjaw" Davis
- The Heavy Hitter (Muse, 1979)

Con Walt Dickerson
- To My Queen Revisited (SteepleChase, 1978)

Con Art Farmer
- The Time and the Place: The Lost Concert (Mosaic, 1966 [2007])

Con Ricky Ford
- Tenor for the Times (Muse, 1981)
- Future's Gold (Muse, 1983)

Con Frank Foster
- Fearless Frank Foster(Prestige, 1965)

Con Stan Getz
- The Best of Two Worlds (Columbia, 1975)
- The Master (Columbia, 1975 [1982])
- Poetry (Elektra/Musician, 1983)

Con Slide Hampton
- World of Trombones (West 54, 1979)

Con Tom Harrell
- Play of Light (1982)

Con Freddie Hubbard
- Backlash (Atlantic, 1966)

Con Budd Johnson
- Off the Wall (Argo, 1964) con Joe Newman

Con Elvin Jones
- Summit Meeting (Vanguard, 1976) con James Moody, Clark Terry, Bunky Green y Roland Prince
- The Main Force (Vanguard, 1976)

Con Lee Konitz
- Figure & Spirit (Progressive, 1976)

Con Oliver Nelson
- Encyclopedia of Jazz (Verve, 1966)
- The Sound of Feeling (Verve, 1966)

Con Dizzy Reece
- Manhattan Project (1978)

Con Charlie Rouse
- The Upper Manhattan Jazz Society (Enja, 1981 [1985]) con Benny Bailey
- Social Call (Uptown, 1984) con Red Rodney

Con Archie Shepp
- Ballads for Trane (Impulse!,1977)

Con Harold Vick
- The Caribbean Suite (RCA Victor, 1966)
- Straight Up (RCA Victor, 1967)